# Jasmin Open
Jasmin Open — жіночий тенісний турнір, що проводиться під егідою Жіночої тенісної асоціації просто неба на кортах із твердим покриттям у місті Монастір, Туніс з 2022 року. Належить до категорії WTA 250.
Турнір започатковано 2022 року через скасування турнірів у Китаї спричиненого зникненням Пен Шуай. 
Важливу роль зіграли також досягнення туніської тенісистки Унс Джабір.

## Фінали

### Одиночний розряд
| Рік  | Чемпіонка         | Фіналістка       | Рахунок  |
| ---- | ----------------- | ---------------- | -------- |
| 2022 | Елісе Мертенс     | Алізе Корне      | 6–2, 6–0 |
| 2023 | Елісе Мертенс (2) | Жасмін Паоліні   | 6–3, 6–0 |
| 2024 | Сонай Картал      | Ребекка Шрамкова | 6–3, 7–5 |

### Парний розряд
| Рік  | Чемпіонки                              | Фіналістки                         | Рахунок               |
| ---- | -------------------------------------- | ---------------------------------- | --------------------- |
| 2022 | Крістіна Младенович Катержина Сінякова | Като Мію Angela Kulikov            | 6–2, 6–0              |
| 2023 | Сара Еррані Жасмін Паоліні             | Маї Гонтама Наталія Стефанович     | 2–6, 7–6(7–4), [10–6] |
| 2024 | Анна Блинкова Маяр Шеріф               | Аліна Корнеєва Anastasia Zakharova |                       |